# 弗雷斯佩克
弗雷斯佩克（法語：Frespech）是法国洛特-加龙省的一个市镇，属于洛特河畔新城区（Villeneuve-sur-Lot）庞达热奈县（Penne-d'Agenais）。该市镇总面积11.7平方公里，2009年时的人口为289人。

## 人口
弗雷斯佩克人口变化图示